# Bezprizornost
Bezprizornost je situace, kterou vyjadřuje adjektivum bezprizorný, též bezprizorní (z rus. беспризорный, bez dohledu), znamenající ve zpodstatnělém použití původně dítě, které žije bez rodičů a rodiny jako bezdomovec, obvykle ve velkých městech. V přeneseném smyslu se v češtině toto adjektivum používá i pro jiné osoby a věci, o něž se nikdo nestará.

## Původ slova
Slovo bylo do češtiny převzato z ruštiny (бес = bez, призор = dohled, dozor). Do češtiny slovo „bezprizorný“ zavedl novinář a překladatel z ruštiny Vincenc Červinka.[zdroj?]
ASCS, SSČ a SSJČ jej uvádějí ve dvou variantách, variantu bezprizorný uvádějí jako první, SSJČ označuje variantu bezprizorní jako řidší. Český etymologický slovník Jiřího Rejzka uvádí jako základní variantu tvar bezprizorní a ve výkladu zmiňuje „dříve častěji bezprizorný“.
V přeneseném smyslu se užívá například pro opuštěná domácí zvířata, bezdomovce či uprchlíky, software či weby, území a stavby, zavazadla, myšlenky, projekty atd.
Ministerstvo financí v oficiální zprávě psalo v roce 2017 o bezprizorních nemovitostech („Zjistili jsme, že desítky tisíc nemovitostí jsou zapsány na neexistující státní subjekty nebo subjekty v konkurzu či likvidaci. Tento nepřijatelný stav jsme začali okamžitě řešit. Ve velmi krátkém čase jsme dokázali snížit počet bezprizorních nemovitostí o více než 26 procent a počet bezprizorních subjektů klesl dokonce o třetinu (…),“ řekla generální ředitelka ÚZSVM Kateřina Arajmu.) a bezprizorních subjektech („Podařilo se snížit počet bezprizorních subjektů z 1381 na 920, tj. o 461 subjektů (33,3%). Z toho: subjekty zaniklé a nedohledané sníženy z 1 287 na 847, tj. o 440 (34,2 %), subjekty v likvidaci a konkurzu sníženy z 94 na 73, tj. o 21 (22,3 %).“)
Slovo mnohdy dostává širší společenský a psychologický kontext, jako výraz pro společenskou a hodnotovou odcizenost a nezakotvenost:
„Navzdory rafinovaným společenským vazbám zůstáváme bezprizorní. (…) Bezprizorní lidé jsou poznamenáni poznáním, že všechno kolem nich je provizorní. (…) Bezprizorní lidé hledají i jiné formy sounáležitosti. Například v nákupech, nebo třeba v cestování, v souznění s přírodou, v mudrosloví, ve fundamentalismu, v nacionalismu, ve velkých osobních výkonech, ve virtuální realitě, v hrách nebo v drogách. (…) Pochopit hloubku současné bezprizornosti znamená pochopit současné duševní obtíže moderního člověka. “
Václav Cílek pod titulkem bezprizornosti popisuje „individualismus, tedy nevyváženou péči o sebe samotného bez většího ohledu na okolí“ a trend krátkodobých a částečných pracovních úvazků, „nestandardního pracovního zařazení“, který považuje spolu s erozí dosavadních systémů sociální péče za charakteristiku čtvrté průmyslové revoluce (4IR).

## Dětská bezprizornost
„Děti ulice“, které ztratily rodiče a domov, žijí v různých úkrytech a živí se žebráním nebo drobnými krádežemi, se ve větších lidských společnostech vyskytovaly vždycky, zejména ve městech. Jejich počet prudce vzrůstá po válkách a velkých revolucích, ale také v obdobích krize. V moderních masových společnostech, kde se uvolnily širší příbuzenské vztahy, nemá dítě často nikoho, kdo by se o ně mohl postarat. Po jisté době "bezprizorného" života, kdy se děti musí živit například kapsářstvím, se navíc musí naučit skrývat a vyhýbat se dospělým lidem vůbec. Bezprizorné děti často tvoří menší gangy, podílejí se na prostituci, prodeji drog a podobně.
Nejstarší zmínky o tlupách „dětí ulice“ jsou z pozdně římské doby, v pamětech a románech se o potulném životě dětí lze dočíst zejména po válkách. V 19. století popisoval jejich osudy například Charles Dickens ("Oliver Twist") nebo Victor Hugo ("Bídníci").
Počet osamělých dětí po ruské revoluci dosahoval počtu 2 až 7 milionů a tím se stal předmětem veřejné diskuse a pozornosti. Dnes[kdy?] žije po světě podle velmi neurčitých odhadů UNESCO asi 100 milionů dětí na ulicích a ve slumech, zejména v Indii, v Brazílii a v afrických zemích. V USA se počet dětí ulice odhaduje na 1,3 milionu, v Německu na 20 tisíc.[zdroj?]